# ته‌جون
ته‌جون (هانگول:대전 کره‌ای: [tɛdzʌn] ()) پنجمین کلان‌شهر بزرگ کره جنوبی با جمعیت ۱٫۵ میلیون نفر در سال ۲۰۱۹ است. این شهر که در یک دره دشت مرکزی بین کوه‌های سوبک و رودخانه گوم قرار دارد، هم به‌عنوان مرکز فناوری و تحقیقاتی و هم به دلیل ارتباط نزدیک آن با محیط طبیعی شناخته می‌شود. ده‌جون به عنوان یک مرکز حمل و نقل برای مسیرهای اصلی راه آهن و جاده عمل می کند.

## مترو
متروی ده‌جون در سال ۲۰۰۶ تأسیس شده و هم‌اکنون دارای ۱ خط و ۲۲ ایستگاه می‌باشد.

## نگارخانه

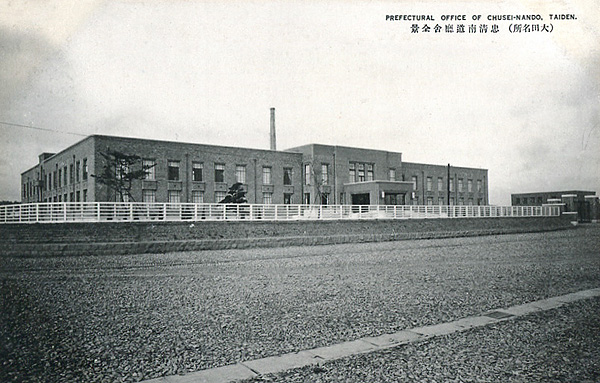
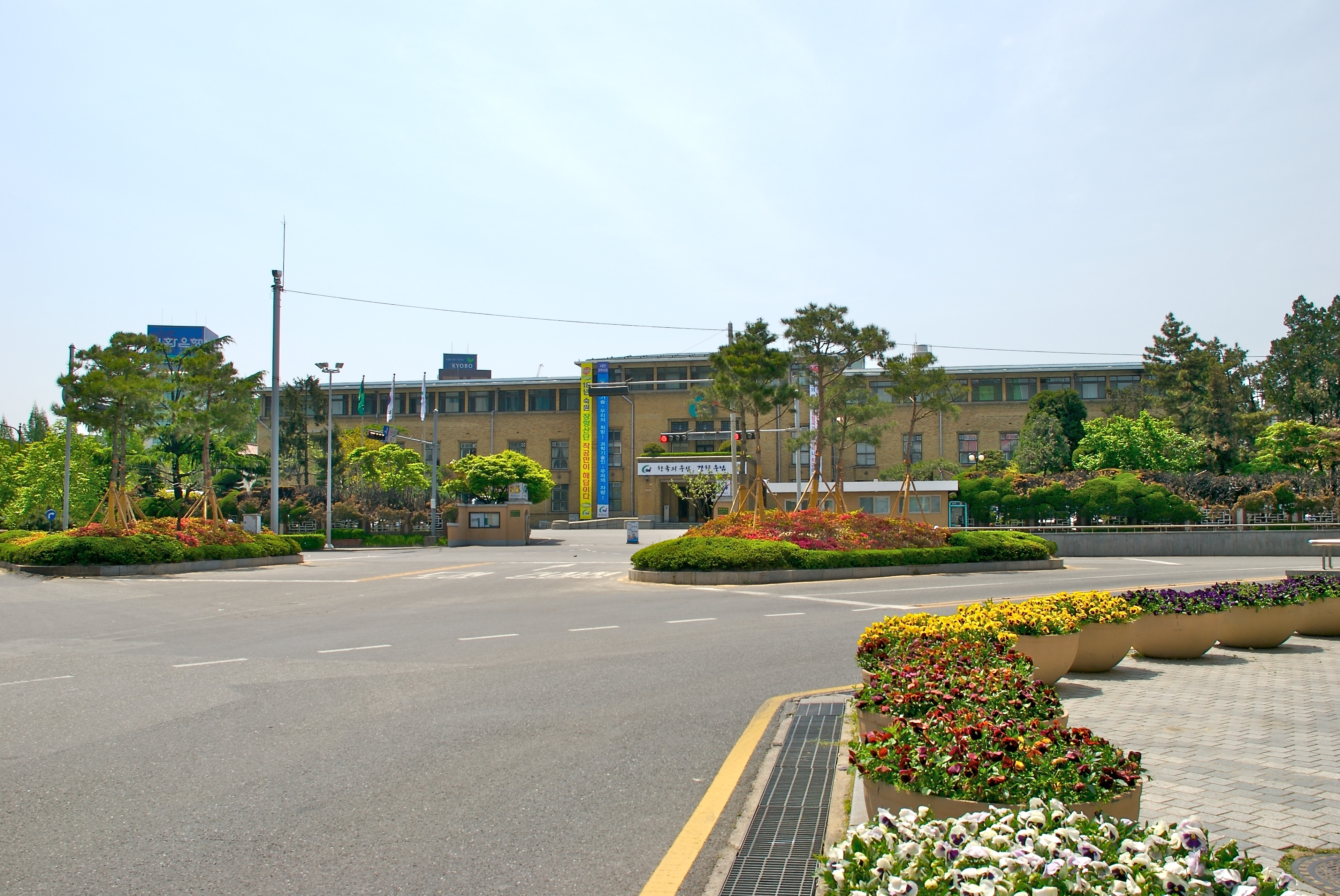
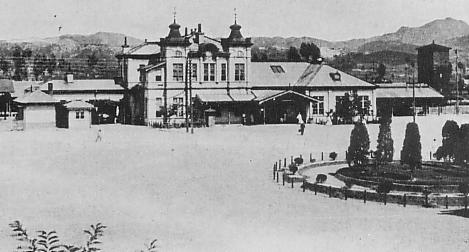
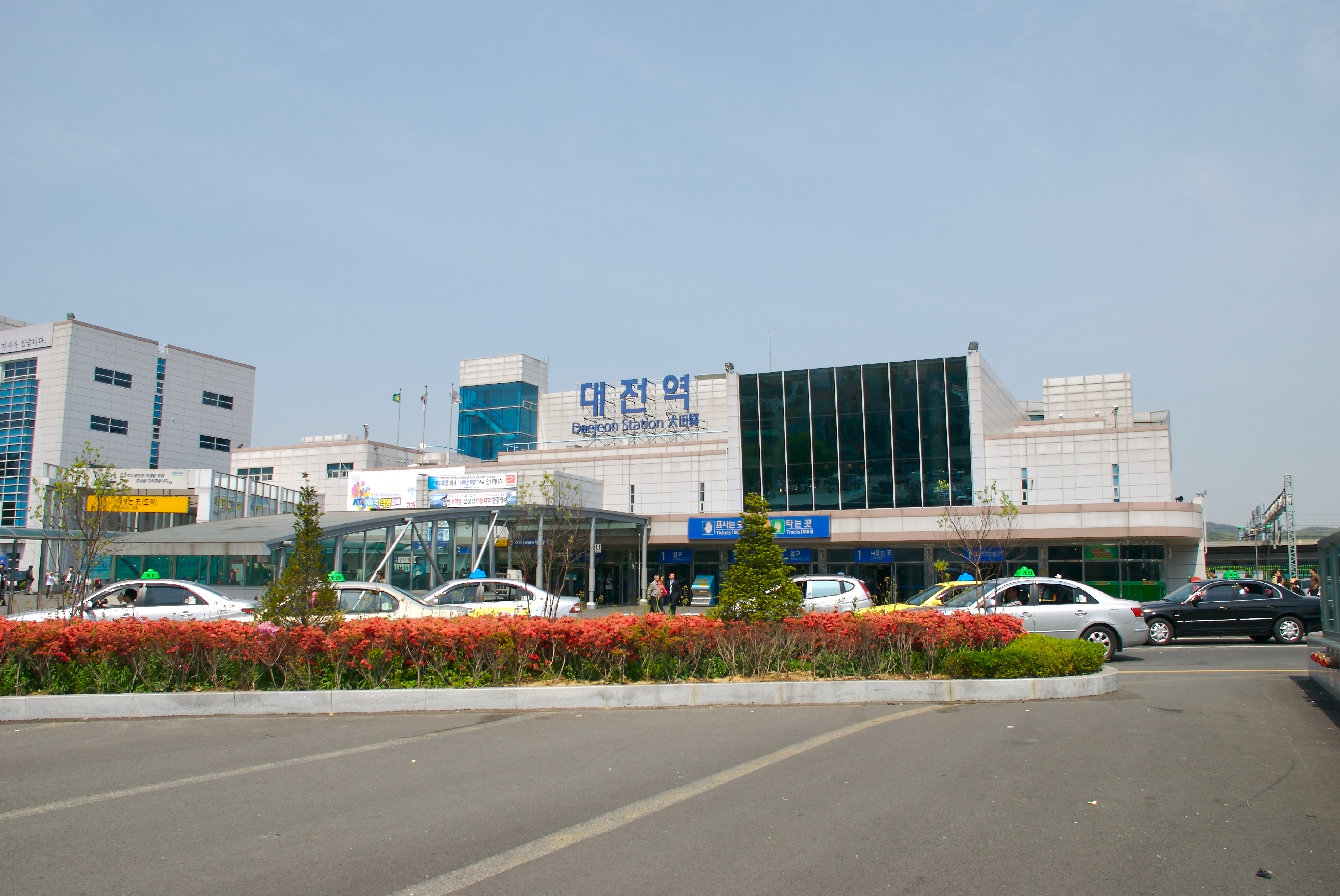
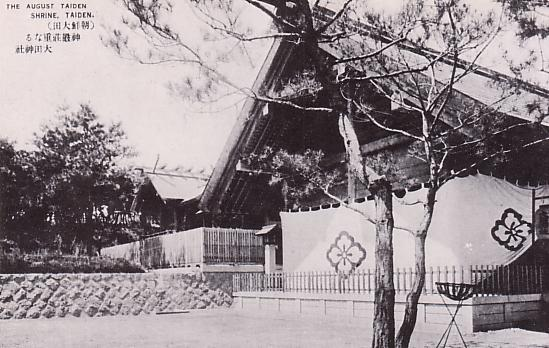
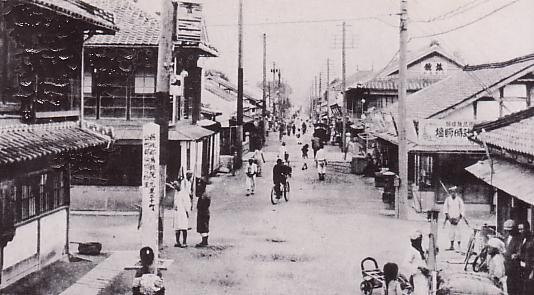